# 자성회
자성회(自省會) 또는 자생단은 1919년 4월 6일부터 12월까지 활동한 일제강점기 조선인 시민단체 또는 자치단체의 하나로, 3·1 만세 운동을 자제 내지는 진압, 시위 참여자를 설득, 귀가시키기 위해 만든 조직이다. 전라북도지사로 있던 이진호 등이 중심이 되어 결성되었다. 박중양의 자제단이 전국으로 확산되면서 역시 확산되었다.
3·1 만세 운동 진압 목적으로 결성되었으며, 전라북도에서 처음 조직되어 전국으로 확대되었으나 자제단 만큼 세를 확장하지는 못했다. 자제단 만큼 실적을 올리지는 못하였으나 각지에 설립되어 3·1 만세 운동 참여자를 설득, 귀가조치 하거나, 불응하는 자는 지부와 본부를 통해 경찰에 신고하였다. 다른 이름은 자생단이다.

## 규정
1919년 4월 21일 결성된 전북자성회(全北自省會)의 규약 제3조에는 '본회원은 불온 행위를 감행하는 자, 또는 불온한 자를 숙박하게 한 자를 발견하였을 때에는 당장에 본부장ㆍ지부장에게 밀고할 의무가 있다.'라고 규정하여 '만세에 부화 뇌동하지 말도록 부민(府民)을 굳게 타이르고, “만일, 불온한 행위를 감행하는 자를 발견하였을 때에는 당장 경무 관헌에 보고하여야 한다.'고 규정한 대구자제단의 규약 제3조와 대략 유사하였다.
1919년 4월에 전북 자성회를 시작으로 전남 자성회, 경기도 자성회, 경성 자성회 등이 조직되어 12월까지 3.1 운동 시위 해산과 설득 등의 활동을 하였다.

## 같이 보기
- 자제단
- 이진호
- 3·1 만세 운동
- 박중양

## 참고 자료
- 강동진, 《일제의 한국침략정책사》(한길사, 1980)